# Gmina
Gmina (z niem. Gemeinde) – jednostka podziału administracyjnego.
Stanowi wspólnotę samorządową (mieszkańcy gminy) oraz odpowiednie terytorium, tj. obszar możliwie jednorodny ze względu na układ osadniczy i przestrzenny, jak również więzi społeczne i gospodarcze zapewniające zdolność wykonywania zadań publicznych.
Organizacja prawna i pozycja ustrojowa gminy różnią się w poszczególnych państwach i są zwykle określane ustawowo.

## Samorząd terytorialny

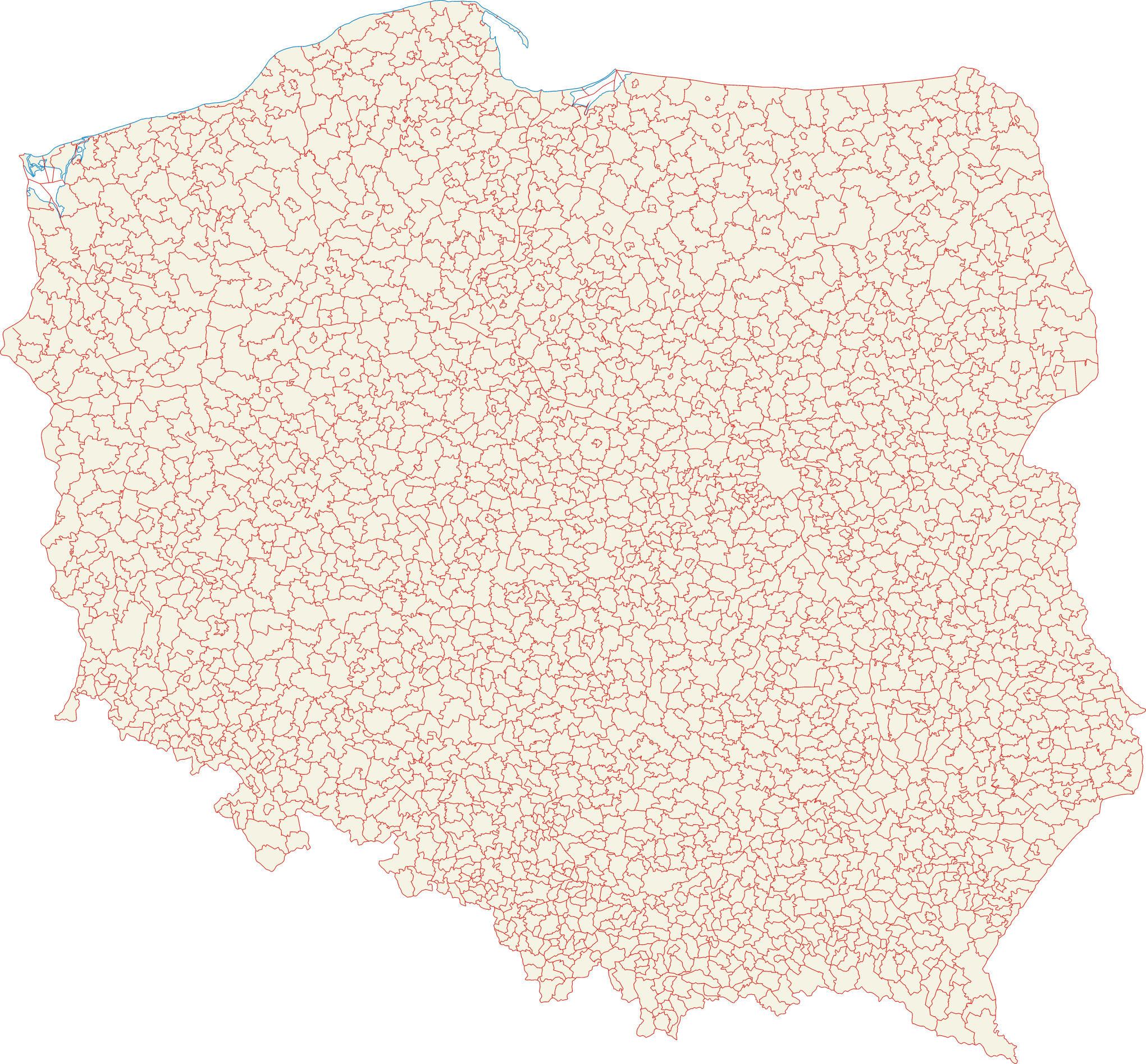
Polska dzieli się na 2479 gmin, będących podstawową jednostką samorządu terytorialnego. Jednostkami wyższymi są powiat i województwo

Najczęściej gminy są podstawową, najczęściej najniższą, jednostką samorządu terytorialnego, wyposażoną w określone prawem kompetencje ogólne, dotyczące spraw ludności na określonym terytorium. Jej przedstawiciele wybierani są spośród lokalnej społeczności. Obszar i społeczność gminy połączone są więzami gospodarczymi, kulturalnymi i komunikacyjnymi.
Można wyróżnić trzy zasadnicze modele ustrojowe gmin:
- Monistyczny – wybierana przez mieszkańców rada jest jedynym organem gminy, o uprawnieniach zarówno uchwałodawczych, jak i wykonawczych. Działalność administracyjna jest prowadzona zwykle przez wyspecjalizowane jednostki (bez statusu organu), kontrolowane bezpośrednio przez radę. Model występuje w krajach anglosaskich.
- Dualistyczny – obok wybieranej przez mieszkańców rady mającej uprawnienia uchwałodawcze istnieje organ wykonawczy, często jednoosobowy (burmistrz, mer) i również często pochodzący z wyboru. Model występuje w niektórych stanach USA, Francji i niektórych landach Niemiec.
- Trialistyczny – w gminie istnieją trzy zasadnicze organy, o kompetencjach różnych w poszczególnych krajach. Z bezpośredniego wyboru pochodzi rada, która wybiera zarząd (magistrat) – o uprawnieniach wykonawczych lub uchwałodawczych (druga izba gminy). Zarząd wybiera jednoosobowy organ do prowadzenia bieżącej administracji. Model występuje w niektórych landach Niemiec.

### Jednostki podziału administracyjnego

W państwach federalnych (np. Niemcy) poszczególne kraje mogą mieć odmienne zasady podziału administracyjnego i tym samym odmienne rozmiary i kompetencje gmin.

Przykłady gmin jako jednostki podziału administracyjnego w wybranych państwach:
- gmina w Polsce
- gmina (ang. Borough) w Anglii i Walii
- gmina (bułg. община) w Bułgarii
- gmina (cz. obec, słow. obec) w Czechach i Słowacji
- gmina (duń. kommune) w Danii
- gmina (fiń. kunta, szw. kommun) w Finlandii
- gmina (fr. commune) we Francji
- gmina (gr. δήμος, dimos) w Grecji
- gmina (fr. commune) w Haiti
- gmina (hiszp. municipios) w Meksyku
- gmina (niem. Gemeinde) w Niemczech
- gmina (norw. kommune) w Norwegii
- gmina (port. município, concelho) w Portugalii
- gmina (port. concelho) w Republice Zielonego Przylądka
- gmina (niem. Gemeinde, fr. commune, wł. comune, retorom. vischnanca) w Szwajcarii
- gmina (szw. kommun) w Szwecji
- gmina (far. kommunur) na Wyspach Owczych
- gmina zamorska (niderl. openbaar lichaam) w Królestwie Niderlandów

## Inne rodzaje gmin
W niektórych krajach gminami nazywa się również pewne podstawowe jednostki administracyjne, powołane do zarządzania ściśle określonym zakresem spraw, np. gminy szkolne w Stanach Zjednoczonych czy Szwajcarii.
Gmina to również termin odnoszący się do wspólnoty grupy wyznaniowej, np. gmina chrześcijańska, zbór czy (w judaizmie) kahał.